# ماركو أنطونيو ليون
ماركو أنطونيو ليون (بالإنجليزية: Marco Antonio Leon)‏ ولد بتاريخ 16 ديسمبر 1962، هو دراج كولومبي سابق.

## روابط خارجية
- ماركو أنطونيو ليون على موقع أرشيف الدراجات (الإنجليزية)
- ماركو أنطونيو ليون على موقع إحصائيات الدراجات الإحترافية (الإنجليزية)